# Rue des Compagnons (Schaerbeek)
Pour les articles homonymes, voir Rue des Compagnons.
La rue des Compagnons (en néerlandais : Gezellenstraat) est une rue bruxelloise de la commune de Schaerbeek qui va de la chaussée de Louvain à la rue Henri Chomé en passant par la rue Louis Socquet.
La numérotation des habitations va de 9 à 41 pour le côté impair, et de 12 à 56 pour le côté pair.
Précédemment cette artère s'appelait chemin des Sept Compagnons, car à cet endroit se trouvait un tumulus qui renfermait sept tombeaux.